# コンストラクタル法則
コンストラクタル法則（コンストラクタルほうそく、英: constructal law）は、1996年に米デューク大学の熱工学者エイドリアン・ベジャンが提唱した物理法則である。
コンストラクタルは、ラテン語で「建てる」を表す動詞construereから作られたベジャンの造語であり、ラテン語の「壊す」に語源があるフラクタルと対を成す言葉であると説明される。コンストラクタル法則は、デザインと進化の自然現象に関わる熱力学の法則である。非平衡系を充填する物質の構成（デザイン）は、そこを通過するエネルギーや物質の流れを促進する向きへ変化する傾向があり、コンストラクタル法則は非平衡系におけるデザイン変化（進化）のその普遍的傾向を物理法則として宣言する。コンストラクタル法則はその他の物理法則から演繹されるものではなく、熱力学の他の諸法則と並ぶ新しい独立した物理法則として提唱されている。コンストラクタル法則により理論的な予測や説明が可能となる自然界のデザインと進化には、河川の構造のホートンの法則、動物の寿命や移動速度のスケーリング則、大気の構造、乱流渦の生起や噴霧流の形状、都市の規模とその出現頻度の冪乗則、ないしムーアの法則などがある。

## 歴史
コンストラクタル法則は、ベジャンが1996年に投稿した論文で提唱された。この論文では電子基板上で熱を逃すための最適な伝導経路のデザインとして、樹状構造が導かれる。工学的に最適化された熱の流れを担うデザインが自然界で広く観測される樹状構造と一致する事実を指摘しながら、そこには未だ知られていない自然の原理があるとしてコンストラクタル法則が提唱される。
　ベジャンは元々はエクセルギー分析によるシステムの最適化等を得意とする熱工学者である。コンストラクタル法則の発見により、それまで全く想像していなかった経歴を歩むことになったと述べている。ある熱力学の国際会議で物理学者イリヤ・プリゴジンの講演を聞いた事がコンストラクタル法則の発見の契機になったとベジャンは回想する。非平衡熱力学の理論の研究業績でノーベル賞を受賞しているプリゴジンは、従来の物理学の通説に倣い、自然界で観測される樹状構造など「かたち」の類似性（例えば河川の構造と生物の肺の構造の類似）は「アレアトワール（サイコロを振った結果）」であると語った。これを聞いた瞬間にベジャンは頭の中でコンストラクタル法則の着想が閃いたと言う。
　ベジャンとその共同研究者らを中心にコンストラクタル法則を扱う数多くの学術論文が公開されている。ベジャンは2018年に米国のベンジャミン・フランクリン・メダル、2019年にドイツのフンボルト賞を受賞しており、科学界で一定の受容が進んでいる。また、ベジャンの仕事は学術論文だけでなく、一連の書籍を通じてもまとめられており、紀伊國屋出版から日本語の翻訳本が出版されている。また、2006年からは年に一度のペースでコンストラクタル法則の国際学会が開催されている（リンク）。

## コンストラクタル法則の定式化

### 最初の定義
コンストラクタル法則は1996年に最初に提唱された論文において以下のように定義された：
「有限サイズの系が時間の内で持続する（生きる）には、系はそこを通過する流れにより容易なアクセスを提供する向きで必然的に進化する（英：For a finite-size system to persist in time (to live), it must evolve in such a way that it provides easier access to the imposed (global) currents that flow through it）」
　この最初の定義はその後も殆ど修正されていないが、他の文献では以下のような表現も見られる。
「有限サイズの流動系が時間の内で持続する（生きる）には、系の構成はそこを通過する流れにより大きなアクセスを提供する向きで必然的に進化する（英：For a finite-size flow system to persist in time (to live), its configuration must evolve in such a way that provides greater and greater access to the currents that flow through it.）」
　コンストラクタル法則では、非平衡系の構成が時間の経過に伴い「大きなアクセス（容易な流れ）」という特定の向きで変化するという、自然の普遍的傾向が宣言される。ベジャンの下で学んだ経験もある熱工学者の木村繁男氏は、ベジャンの著作の解説文[10]でコンストラクタル法則を以下のように要約している：
「これ（コンストラクタル法則）は簡単に言うと、『樹木、河川、動物の身体構造、稲妻、スポーツの記録、社会階層制、経済、グローバル化、空港施設や道路網、メディア、文化、教育などー生物か無生物かを問わず、すべての形は、自由を与えられればより良く流れる形に進化する』という法則である」

### 用語
古典的な熱力学では、考察の対象とする系の中身はブラック・ボックスとして一般的に扱われる。しかし、実在する流動系ではその系を充填する物質があり、必ず構成を伴う。コンストラクタル法則の定義でも使用される構成（英：configuration）とは、流動系を充填している物質の配置やパターン、ないしはリズムを意味する。ベジャンの論文や著作では、形（英：form）や形状（英：shape）や形態（英：geometry）、あるいは構造（英：structure）や組織（英：organization）や構築（英：architecture）など、文脈に応じて様々な用語が同様の意味合いで用いられる。どんな系であれ、現実に存在している系には必ず構成（形）があり、古典的な熱力学が扱わない「構成」という系の新たな特性に着目する点にコンストラクタル法則の独自性がある。
　アクセス（英：access）という用語は、平たく表現すれば「流れ易さ」や「容易な流れ」を意味する。ベジャン自身の例えでは、混雑した部屋のような限られた空間があり、その部屋に入って移動する機会がアクセスという用語のイメージである。アクセスを左右する系の特徴こそが系の構成に他ならない。定義に「有限サイズ」とあるのは、部屋の空間の大きさに制約がなければ部屋の混雑や移動のし易さの問題は生じないためである。「有限サイズ」の意味はその後の精簡さ（英：sveltness）による定式化でより明確にされる。
　コンストラクタル法則を含む物理学においては、進化（英：evolution）という現象に「時間における構成の変化」という物理学的な定義が与えられる。「『進化』とは、生きた系が時間の経過において現す流れの構成の一連の変化である。（中略）進化を『形態的な不可逆性 』として捉えよ」とベジャンは説明する。コンストラクタル法則では、時間の経過に伴う構成の変化には「容易な流れ」という特定の向きがあり、過去の形が未来の形とは一致しない事が宣言される。コンストラクタル法則は、「構成（形態）」という非平衡系の新たな特性における不可逆性を規定した物理法則であると解釈できる。
　流動系（英：flow system）も熱力学でそれほど馴染みのない表現であるが、非平衡系（エネルギーや物質の流れがある系）と殆ど同じ意味で使用されている。ただし、コンストラクタル法則の関心の中心となるエネルギーや物の流れと、その流れを導く構成を強調するために流動系という表現が用いられているものと解釈できる。
　また、デザイン（英：design）とは、ある目的を伴う構成（系の部分、形、色などの配置）のことである。コンストラクタル法則の視座の下では、自然界の構成は「容易な流れ」という目的を伴うデザインとして認識される。

## コンストラクタル理論
コンストラクタル法則を特定の自然現象に適用したものがコンストラクタル理論である。表１は発表されてきたコンストラクタル理論の一覧である。無生物から生物、人工物に至るまで、デザインに関わるありとあらゆる領域のデザイン現象がコンストラクタル法則により網羅される。様々なコンストラクタル理論はレビュー論文や書籍において整理されている。ニュートンの運動方程式から物体の落下の理論や流体の境界層などの理論が導かれるのと同様に、コンストラクタル法則という一つの法則からも様々な理論が導かれる。無生物では最小の乱流渦が生起するレイノルズ数や、生物では動物の寿命や移動のスケーリング則、人工物では都市サイズと出現頻度のジップの法則などのコンストラクタル理論がある。こうした様々なデザイン現象におけるコンストラクタル理論による予測と観測事実との照合は、コンストラクタル法則の正しさ（その予測力）を支持する実証的な根拠でもある。また、具体的な対象ではなく、円形断面や樹状構造、規模の経済や階層性（ヒエラルキー）、冪乗則など流れの構造における普遍的なデザインの特性についての理論もコンストラクタル理論の一部である。
| 領域           | 各理論                                                                   |
| -------------- | ------------------------------------------------------------------------ |
| 無生物         | 乱流渦の最小サイズ、噴霧流の寿命、稲妻の形、河川の構造、大気・海洋の組成 |
| 生物           | 動物の寿命、動物の移動距離、肺の構造、脳血管の構造                       |
| 人工物         | 都市サイズと出現頻度、都市の交通網、エンジンの進化、飛行機の進化         |
| デザインの特性 | 円形断面、樹状構造、S字カーブ、規模の経済、階層性                        |

## 数学的な定式化と精簡さ

### コンストラクタル法則のいくつかの表現
1996年に提唱されたコンストラクタル法則は、その後に数学的なかたちで定式化された。新たな定式化では「性能（流れやすさであり、抵抗の逆数）」「領域（外的な大きさ）」「簡約さ（内的な大きさの逆数）」の3つの系の特性を用いてコンストラクタル法則が宣言される。1996年の定義は、これら特性のうち「外的な大きさ（L）」と「内的な大きさ（V）」に制約がある条件下におけるコンストラクタル法則の表現であり、以下がその数学的な表現である。これは系の「性能の増大」という非平衡系の普遍的な傾向を意味している。
　dR＜＝0（L, Vは一定）（性能の増大）
　次に「外的な大きさ（L）」と「流れの抵抗（R）」に制約がある条件下では、コンストラクタル法則の表現は以下となり、これは系の「簡約さの増大」を意味している。
　dV＜＝0（L, Rは一定）（簡約さの増大）
「全体の大きさと全体の性能に制約がある系が時間の内で存続する（生きる）には、系は可能な空間のうちより小さな部分を占めるよう必然的に進化する（英：For a system with fixed global size and global performance to persist in time (to live), it must evolve in such a way that its flow structure occupies a smaller fraction of the available space）」
　最後に、「流れの抵抗（R）」と「内的な大きさ（V）」に制約がある条件下におけるコンストラクタル法則の表現は以下となり、これは「領域の増大」を意味する。
　dL＞＝0（R, Vが一定）（領域の増大）
「全体の抵抗と内的な大きさに制約がある流動系が時間の内で存続する（生きる）には、その構築物はより大きな領域を占めるよう必然的に進化する（英：In order for a flow system with fixed global resistance and internal size to persist in time, the architecture must evolve in such a way that it covers a progressively larger territory）」
　これらの表現により、自然界のあらゆる進化現象が網羅される。例えば、ムーアの法則と呼ばれる半導体における技術進化は「簡約さの増大」に相当し、動植物の地球上での拡散は「領域の増大」に相当する進化現象の一種として解釈される。

### 精簡さ（スヴェルトネス）
また、系の構成を扱う物理的特性として、精簡さ（英：sveltness）という無次元数（Sv）も導入された。精簡さ（中国語における「精簡」は、機構の簡素化を意味し、スヴェルトネスの原義に近い）は、流動系の外的な大きさ（L）と内的な大きさ（V）を用いて次式で定義される。
　Sv＝L／V1/3
　コンストラクタル法則の「簡約さの増大」と「領域の増大」は、いずれも「精簡さの増大」を意味する。従って、上述の３つの表現を含めてコンストラクタル法則の内容は「流動系の構成は、性能ないし精簡さを増す向きで必然的に進化する」とも表現できる。

## 現象論係数による定式化
ベジャンの共同研究者の一人であるエヴォラ大学のヘイトール・レイスは、非平衡熱力学の線形現象論法則における現象論係数でコンストラクタル法則を定式化している。これはベジャン自身による定式化ではないが、レイスの論文はベジャンによっても引用されている。レイスは、コンストラクタル法則における定義「大きなアクセス（容易な流れ）」を、現象論係数（L）の増大であるとして次のように定式化した。
　J＝L・X（線形現象論法則：Jは熱力学的流れ, Xは熱力学的力, Lは現象論係数）
　dL＞＝0（コンストラクタル法則の現象論係数による定式化）
　また、この定式化はコンストラクタル法則と非平衡系の極値原理との関係性についての興味深い帰結をもたらす。非平衡系には、孤立系におけるエントロピー増大則（熱力学第二法則）のような極値原理は存在しないとの見方もあるが（例えば、プリゴジン）、いくつかの経験則的な極値原理が提唱されており、議論が続けられてきた。有名な極値原理にエントロピー生成極大原理（MEP）があり、地球の大気・海洋という非平衡系を対象に研究が続けられている。MEPとは、非平衡系でエントロピー生成が最大化されるよう大気・海洋が組織化されているという仮説であり、MEPに依拠する地球上の温度分布や海洋の予測は観測的事実とよく一致する事が知られている。MEPは地球科学の分野で盛んに議論がなされているが、その起源はベナール対流において全体的な熱輸送率が最大化されているとする仮説にあり、気候系に留まらない一般的な非平衡系の極値原理の一種であると考えられている。対して、エントロピー生成極小原理（mEP）と呼ばれる極値原理も存在しており、イリヤ・プリゴジンによって提唱されよく知られたものである。プリゴジンは、平衡から遠く離れた非平衡系における極値原理の存在は否定したが、平衡に近い領域ではエントロピー生成が最小化されるという極値原理（mEP）の存在を支持していた。
　非平衡系の極値原理として全く相反する原理が提唱されており、いずれも物理学的な根拠は曖昧な状況にある。レイスはこれら両方の極値原理がコンストラクタル法則のそれぞれ異なる制約条件下における現れであると論じた。ラルス・オンサーガーによる非平衡熱力学の基本式と上述のコンストラクタル法則の定式化から、熱力学的力に制約がある条件下（dX＝0）ではエントロピー生成最大となり、熱力学的流れに制約がある条件下（dJ＝0）ではエントロピー生成最小となる事をレイスは示した。コンストラクタル法則は非平衡系における極値原理を統合する第一原理である可能性がある。
　σ＝F・J（非平衡熱力学の基本式：σはエントロピー生成）
　dX＝0 → dσ＞0（エントロピー生成最大 MEP）
　dJ＝0 → dσ＜0（エントロピー生成最小 mEP）